# Boekdata
Boekdata zijn gegevens betreffende een boek, bijvoorbeeld gegevens over de vorm of de inhoud van een boek, zoals het aantal bladzijden of aantal en aard van de in het boek voorkomende illustraties.
Ook andere aspecten van het boek, zoals de auteur of de door de uitgeverij vastgestelde verkoopprijs van het boek, worden tot de boekdata gerekend. Boekdata worden in Nederland samengesteld en verzameld door verschillende instellingen, zoals het ISBN-bureau, de Koninklijke Bibliotheek en de Stichting Boek.nl. Goede boekdata zijn voor de vindbaarheid van boeken in boekhandel en bibliotheek van groot belang. In Nederland wordt de belangrijke internationale ONIX-standaard voor boekdata (met meer dan 400 boekgegevens per boektitel) gepromoot door Editeur.nl en het isbn-bureau.